# Corythornis madagascariensis
Il martin pescatore pigmeo del Madagascar (Corythornis madagascariensis (Linnaeus, 1766)) è un piccolo uccello della famiglia Alcedinidae, endemico del Madagascar.

## Descrizione

### Dimensioni
La specie misura circa 13 cm di lunghezza e 17-22 g di peso.

### Aspetto
La testa e la parte superiore del corpo sono interamente di un vivace colore rossiccio, ad eccezione delle remiganti primarie che sono nerastre. Il mento, la gola, la parte centrale del petto, il ventre e le sottocaudali sono bianchi, così come una macchia oblunga sul lato del collo. La parte bassa della schiena, il groppone, la parte posteriore delle guance, i lati e la parte posteriore del collo mostrano una marcata sfumatura violacea. Il becco è rosso, l'iride bruno scuro. Anche le zampe sono rosse. I giovani hanno colori più spenti rispetto agli adulti e la sfumatura violacea è meno evidente. Il becco è nerastro con la punta chiara. Esistono due varianti geografiche: C. m. madagascariensis, che vive in Madagascar fino a circa 1800 metri di altitudine ed è assente nel sud-ovest arido; C. m. dilutus, noto solo da un esemplare catturato nel sud-ovest arido intorno agli anni '70, è più pallido e quasi privo delle sfumature lilla nel piumaggio.

### Voce
Emette richiami penetranti e acuti.

## Distribuzione e habitat
La sua distribuzione è piuttosto irregolare: raro nell'ovest del Madagascar, è invece abbastanza comune nella zona orientale (lato oceano Indiano) così come nella regione della montagna d'Ambre e lungo il fiume Sambirano (regione di Antsiranana, estremo nord del paese).
Frequenta ambienti abbastanza simili a quelli del martin pescatore pigmeo (Ispidina picta) che vive nel continente africano, cioè paesaggi boschivi ed erbosi, margini forestali ma anche l'interno delle foreste sempreverdi.

## Biologia

### Comportamento
È poco conosciuto, ma si suppone che il suo comportamento non differisca molto da quello delle altre specie del genere. Caccia da un posatoio situato a bassa altezza dal suolo, dove può rimanere a lungo. Cattura le prede a terra o sulla superficie di acque calme. Non si sa se, come il martin pescatore pigmeo africano, difenda un territorio. Di notte dorme da solo sugli alberi.

### Alimentazione
Questa specie si nutre soprattutto di anfibi, ma anche di insetti e le loro larve, ragni, gamberetti e piccole lucertole.

### Riproduzione
Come la maggior parte degli altri martin pescatori, scava una galleria in un terrapieno. Questa misura 5 cm di diametro e 30-35 cm di lunghezza. Le uova vengono deposte nel mese di novembre.